# Kanton Béziers-2
Kanton Béziers-2 (francouzsky Canton de Béziers-2) je francouzský kanton v departementu Hérault v regionu Languedoc-Roussillon. Tvoří ho sedm obcí.

## Obce kantonu
- Bassan
- Béziers (část)
- Boujan-sur-Libron
- Cers
- Lieuran-lès-Béziers
- Portiragnes
- Villeneuve-lès-Béziers

Z města Béziers se v kantonu nacházejí městské čtvrti L'Iranget, La Grangette, La Dullague, Le Progrès, Croix-Poumeyrac, La Crouzette, Les Oliviers, Route de Bédarieux a Saint-Jean-de-Libron.